# Washington State Open 2016
Die Washington State Open 2016 im Badminton fanden vom 20. bis zum 22. Mai 2016 in Seattle statt.

## Die Sieger
| Disziplin    | Gold                        | Silber                            | Bronze                     |
| ------------ | --------------------------- | --------------------------------- | -------------------------- |
| Herreneinzel | Kevin Barkman               | Ruimin Ke                         | David Shariff              |
| Herreneinzel | Kevin Barkman               | Ruimin Ke                         | Tao Yuan                   |
| Dameneinzel  | Victoria Chen               | Sophia Ding                       | Jenny Jin                  |
| Dameneinzel  | Victoria Chen               | Sophia Ding                       | Christine Chen             |
| Herrendoppel | Mike Nguyen Wilson Wong     | Richard Fung David Shariff        | Liao Chao-hsiang Abel Chua |
| Herrendoppel | Mike Nguyen Wilson Wong     | Richard Fung David Shariff        | Chris Fan Sam Wadsworth    |
| Damendoppel  | Victoria Chen Adrienne Lin  | Christine Chen Goddess Amy Jinsta | Tina Jiang Jenny Jin       |
| Damendoppel  | Victoria Chen Adrienne Lin  | Christine Chen Goddess Amy Jinsta | Daisy Lee Jacinda Yeung    |
| Mixed        | Benjamin Chen Victoria Chen | David Shariff Adrienne Lin        | Mike Nguyen Elisha Liu     |
| Mixed        | Benjamin Chen Victoria Chen | David Shariff Adrienne Lin        | Chris Fan Christine Chen   |